# Первые однодолларовые монеты США
В Википедии есть другие статьи об 1 долларе США
Первые однодолларовые монеты США — серебряные монеты США номиналом в 1 доллар, чеканившиеся с 1794 по 1804 годы. Существует 2 типа как аверса, так и реверса этих монет. У доллара 1804 года особая история, он является одной из самых дорогих монет мира. В 2008 году один из 15 существующих долларов 1804 года был продан за $3 725 000.

## История

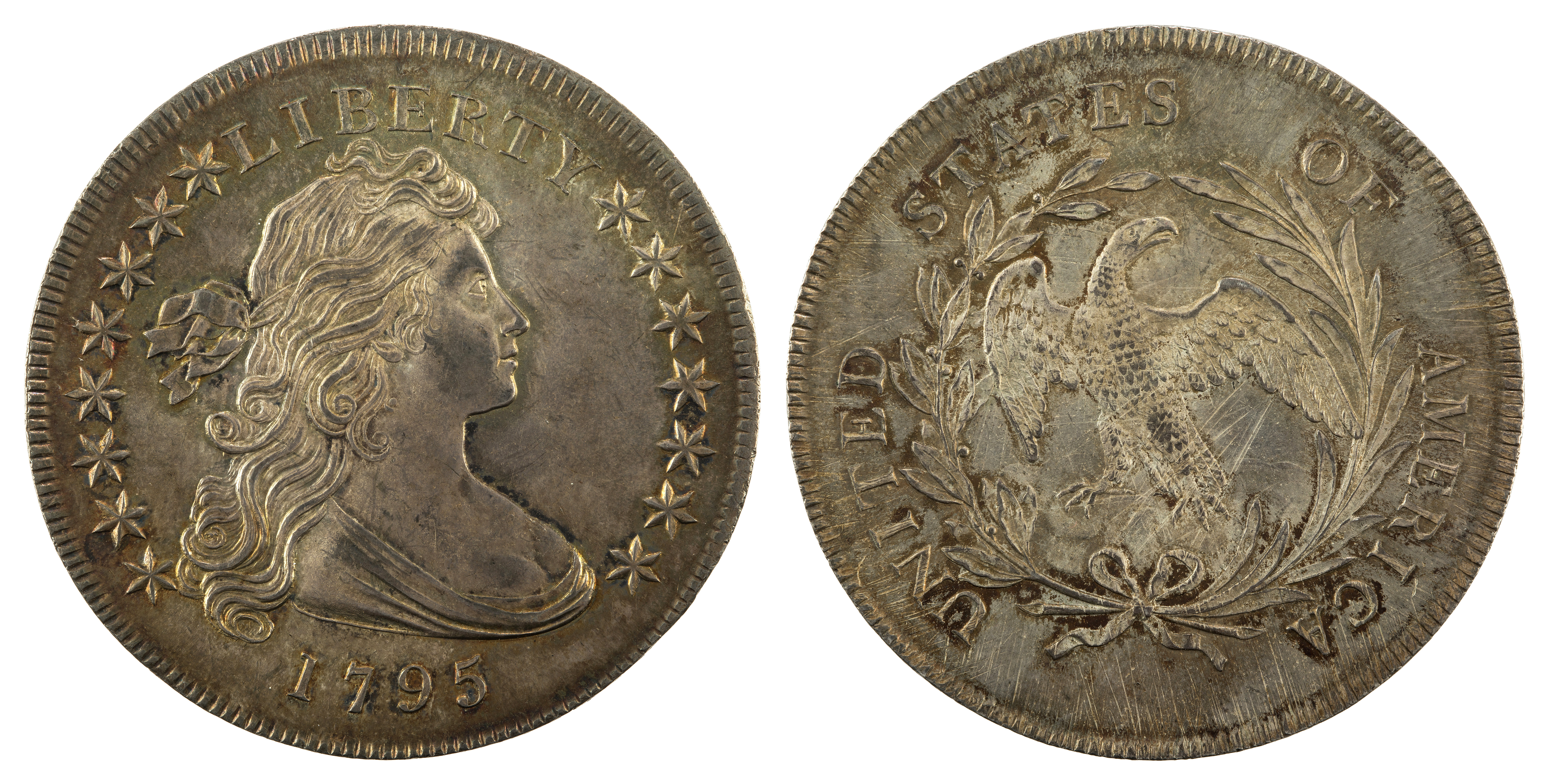
Доллар 1795 года

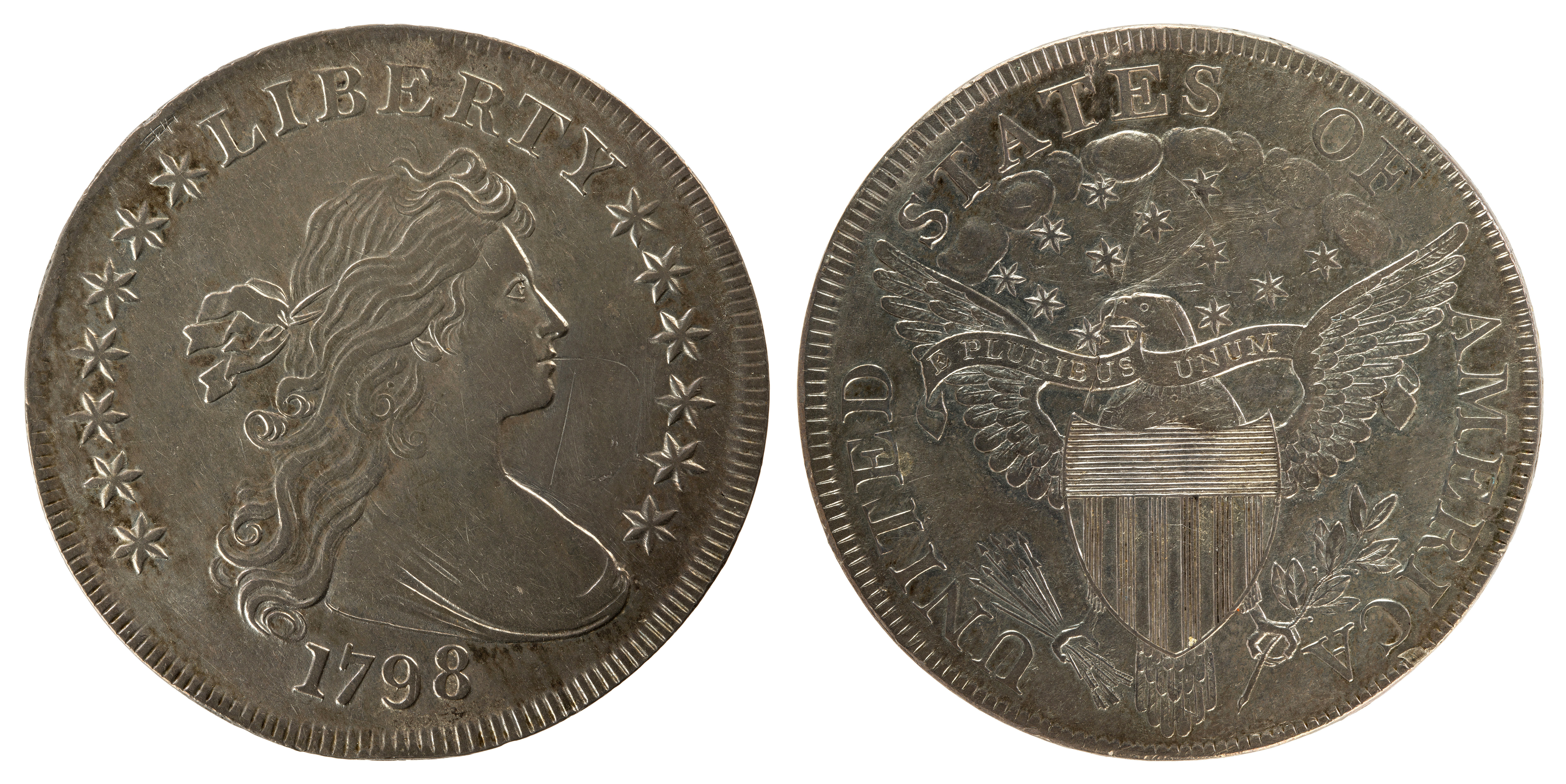
Доллар 1798 года

Доллар с изображением Свободы с распущенными волосами
(англ. Flowing Hair Dollar) является первой серебряной монетой США номиналом в 1 доллар. Чеканился в 1794 и 1795 годах на монетном дворе в Филадельфии. Всего за 2 года было выпущено чуть более 162 тысяч монет. Аверс и реверс монеты были подготовлены гравёром Робертом Скотом.
Аверс монеты содержит изображение женщины с распущенными волосами, которая символизирует Свободу. Над бюстом располагается надпись «LIBERTY», а по бокам 15 шестиконечных звёзд (по числу штатов на момент выпуска монеты) — 8 слева и 7 справа.
В центре реверса расположен белоголовый орлан — геральдический символ США. Изображение орлана находится в центре венка из оливковых ветвей. По краю монеты полукругом выполнена надпись «UNITED STATES OF AMERICA».
Номинал монеты обозначен на её гурте «HUNDRED CENTS ONE DOLLAR OR UNIT».
Монета имела небольшой тираж. В 1794 году в обращение поступило 1758 монет, из которых до сегодняшнего дня дожили не более 200. Изначально в 1794 отчеканили 2 000 монет, из которых 242 были сразу же уничтожены, так как были некачественными, оставшиеся подарены членам конгресса, сената и другим официальным лицам. В 1795 было отчеканено 160 295 монет.
Доллар с изображением драпированного бюста Свободы
На аверсе имеет несколько типов. В 1795–1798 годах чеканились монеты, реверс которых повторял обратную сторону доллара-предшественника — доллара с изображением Свободы с распущенными волосами. В 1798–1804 годах чеканился доллар, на реверсе которого находилось изображение Большой печати США — белоголовый орлан. Все монеты чеканились на монетном дворе Филадельфии.
На аверсе монеты находится изображение Свободы. В качестве модели для изображения был взят портрет Анны Виллинг Бинхем, считавшейся одной из самых красивых женщин США, кисти знаменитого художника Гилберта Стюарта.
Монета имеет 2 основных типа. При этом также существуют несколько подтипов. В первые годы на аверсе вокруг изображения Свободы располагалось 15 звёзд (по числу штатов на 1795 год). После вхождения в состав США 16-го штата Теннесси и выработки предыдущих штемпелей, монета стала чеканиться с 13 звёздами (по количеству первых 13 штатов).
За всё время было выпущено около 450 000 монет первого типа (1795–1798 годы), из которых до наших дней дошло не более 3 %.
С 1798 года стал чеканиться доллар с новым реверсом. Обратная сторона монеты в целом повторяла изображение белоголового орлана на Большой печати США. Существует несколько разновидностей монет этого типа:
- В начале 1798 года 13 звёзд располагались так, как и на Большой печати — формируя шестиугольник. В последующем звёзды находятся в 3 ряда: в верхнем 6, среднем 5 и по одной по бокам головы орла;
- В 1799 году был создан штемпель, на котором по ошибке вместо 13 звёзд находилось 15. Ошибка была вовремя замечена, однако штемпель не переделали полностью, а лишь увеличили размер туч таким образом, что они закрыли 2 «лишних» звезды;
- В 1800 году также по ошибке был создан штемпель, содержащий дополнительную букву А в конце слова «AMERICA». Ошибка также была вовремя замечена, однако устранена не полностью — лишь правая половина буквы не попала на монеты. В результате появилась «AMERICAI»-разновидность.

Во время с 1795 по 1804 годы монеты типа Proof не чеканились. В период с 1834 по 1852 годы выпущены считанные монеты качества пруф для определённых коллекционеров.
Во время выпуска использовался наряду с испанским долларом (эквивалентом 8 реалов). Испанский доллар был широко распространён в испанских, британских и французских колониях, а также на территории США. Испанские 8 реалов имели преимущество, а именно были более широко распространены и имели большее содержание чистого серебра (25,56 г против 24,1 г).
В связи с этим американские доллары не пользовались широким спросом. В 1804 году их чеканка была прекращена более чем на 30 лет.

## Тираж
Суммарный тираж монет с драпированным бюстом Свободы на аверсе не превышает 1 млн 300 тыс..
| год  | Тираж для обращения | Тираж качества пруф не для обращения | Примечания                                                                                   |
| ---- | ------------------- | ------------------------------------ | -------------------------------------------------------------------------------------------- |
| 1795 | 42 738              | 0                                    |                                                                                              |
| 1796 | 72 920              | 0                                    |                                                                                              |
| 1797 | 7 776               | 0                                    |                                                                                              |
| 1798 | 327 536             | 0                                    | В этом году выпускались монеты как I так и II типов, как с 15, так и с 13 звёздами на аверсе |
| 1799 | 423 515             | 0                                    | Выпускались монеты как с 15, так и с 13 звёздами на аверсе                                   |
| 1800 | 220 920             | 0                                    |                                                                                              |
| 1801 | 54 454              | около 5                              | Монеты состояния «Proof» реально были отчеканены в 1834–1858 годах                           |
| 1802 | 41 650              | около 10                             | Монеты состояния «Proof» реально были отчеканены в 1834–1858 годах                           |
| 1803 | 85 634              | около 10                             | Монеты состояния «Proof» реально были отчеканены в 1834–1858 годах                           |
| 1804 | 0                   | 15                                   | Одна из самых дорогих монет мира                                                             |

## Доллар 1804 года

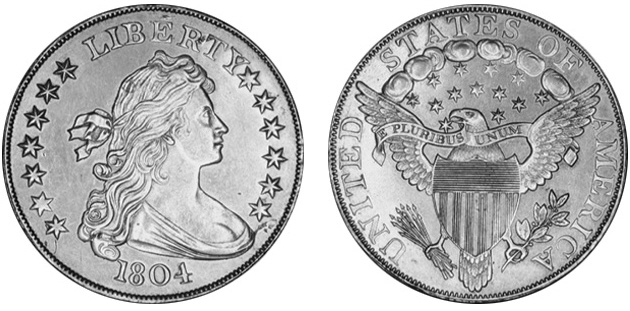
Доллар 1804 года

Доллар 1804 года имеет особую историю, благодаря чему стал одной из самых дорогих монет мира. На аукционах 2001, 2008 и 2009 годов доллар 1804 года был продан более чем за 4 млн долларов (вместе с несколькими другими монетами), $3 735 500 и 2,3 млн долл. соответственно.
В 1804 году было отчеканено 19 750 серебряных долларов. Особенностью данного выпуска было то, что при их чеканке использовался штемпель 1803 года. Таким образом, все выпущенные в 1804 году серебряные доллары были датированы 1803 годом. После этого, более чем 30 лет монеты номиналом в 1 доллар не выпускалось.
В 1834 году, во время президентства Эндрю Джексона, было принято решение выпустить несколько подарочных наборов для правителей азиатских государств. Предполагалось, что в набор войдут все монеты, находящиеся в обиходе в США. Последний раз на тот момент монета номиналом в 1 доллар чеканилась в 1804 году. Гравёры не учли, что эти монеты были датированы 1803 годом. В результате были созданы штемпели для доллара, датированного 1804 годом. Всего в 1834 году было выпущено 8 долларов 1804 года качества «Proof». Из них одна была вручена в дар султану Омана, одна — королю Сиама Раме III. Одна монета была оставлена в коллекции монетного двора США, а 5 других разошлись по миру после смерти в пути при невыясненных обстоятельствах посла Эдмунда Робертса, в багаже которого и находились эти монеты.
После смерти короля Сиама Рамы III, ему наследовал его брат, известный как Рама IV. Он подарил набор американских монет англичанке Анне Леонуэнс. В 2001 году весь набор этих монет был продан анонимным коллекционером более чем за 4 миллиона долларов.
В период с 1858 по 1860 годы Теодором Экфельдтом для коллекционеров на монетном дворе была отчеканена небольшая серия долларов 1804 года. Нелегальные монеты подлежали уничтожению, однако семь монет сохранились до сих пор, увеличив количество «долларов 1804 года» до пятнадцати. Из этих пятнадцати — две находятся в коллекции Смитсоновского института, а одна была продана в 2008 году за $3 735 500.

## Оценка состояния монеты
Оценка состояния монеты осуществляется по следующим критериям
- «Слабое» (Good) — буквы и дата читаемы. Девиз на ленте на реверсе «E PLURIBUS UNUM» неразличим;
- «Удовлетворительное» (Very Good) — девиз частично читаем. На аверсе различимы лишь основные элементы причёски;
- «Хорошее» (Fine) — линии причёски различимы. Видны элементы волос на шее и щеке;
- «Very Fine» (Very Fine) — элементы причёски на голове слегка изношены;
- «Почти превосходное» (About Uncirculated) — незначительные царапины;
- «Превосходное» (Uncirculated).